# Palaeopsylla klebsiana
Palaeopsylla klebsiana är en loppart som först beskrevs av Dampf  (fossil, och fick sitt nu gällande namn av  1911. Palaeopsylla klebsiana ingår i släktet Palaeopsylla och familjen mullvadsloppor. Inga underarter finns listade i Catalogue of Life.